# Grand Prix Hiszpanii 1927

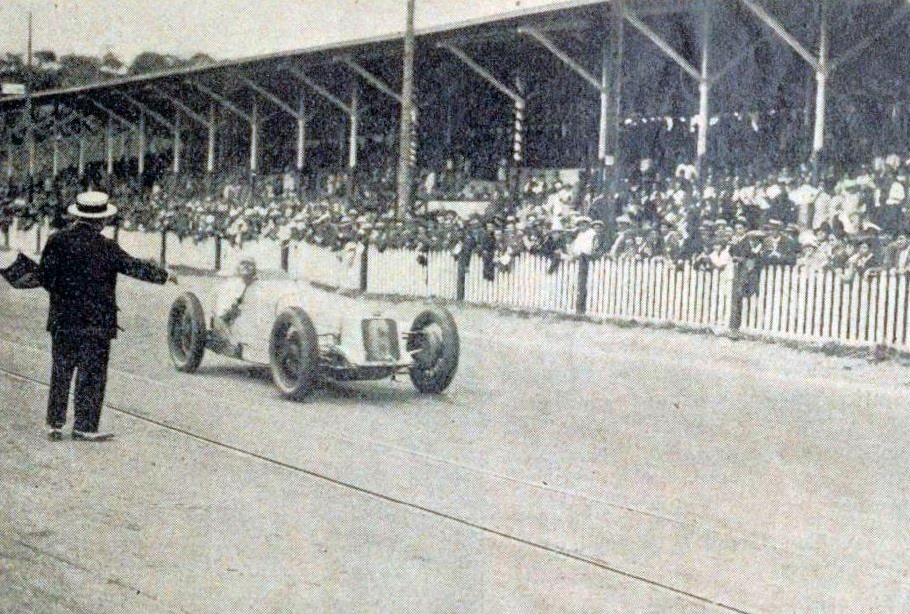
Robert Benoist podczas Grand Prix Hiszpanii 1927

Grand Prix Hiszpanii 1927 (oryg. IV Gran Premio de España) – jeden z wyścigów Grand Prix rozegranych w 1927 oraz trzecia eliminacja Mistrzostw Świata Konstruktorów AIACR.

## Lista startowa
Na niebiesko zaznaczono kierowców, którzy nie byli zgłoszeni (lub byli kierowcami rezerwowymi), lecz współdzielili samochód w czasie wyścigu
| Nr | Kierowca         | Zespół | Samochód    | Silnik |   |
| -- | ---------------- | ------ | ----------- | ------ | - |
| 4  | Emilio Materassi |        | Bugatti 39A |        | ? |
| 6  | Robert Benoist   |        | Delage 155B |        | ? |
| 8  | Ignacio Palacio  |        | Maserati 26 |        | ? |
| 9  | Caberto Conelli  |        | Bugatti 39A |        | ? |
| 10 | Edmond Bourlier  |        | Delage 155B |        | ? |
| 12 | André Dubonnet   |        | Bugatti 39A |        | ? |
| 12 | Louis Chiron     |        | Bugatti 39A |        | ? |
| 14 | André Morel      |        | Delage 155B |        | ? |
| Nr | Kierowca         | Zespół | Samochód    | Silnik |   |

## Wyniki

### Wyścig
Źródło: formula1results.co.za
| 1                 |    | 6        | Robert Benoist              | Delage   | 40            | 5:20:45            |  |
| 2                 |    | 9        | Caberto Conelli             | Bugatti  | 40            | +2:17              |  |
| 3                 |    | 10       | Edmond Bourlier             | Delage   | 40            | +7:27              |  |
| Niesklasyfikowani |    |          |                             |          |               |                    |  |
|                   |    | 12       | André Dubonnet Louis Chiron | Bugatti  | 36            | Awaria mechaniczna |  |
|                   |    | 4        | Emilio Materassi            | Bugatti  | 31            | Wypadek            |  |
|                   |    | 14       | André Morel                 | Delage   | 15            | Awaria mechaniczna |  |
|                   |    | 8        | Ignacio Palacio             | Maserati | 5             | Silnik             |  |
| P                 | Nr | Kierowca | Konstruktor                 | Okr.     | Czas / Strata | Komentarz          |  |

### Najszybsze okrążenie
Źródło: teamdan.com
| Nr | Kierowca       | Konstruktor | Czas | Okr. |
| -- | -------------- | ----------- | ---- | ---- |
| 6  | Robert Benoist | Delage      | 7:33 |      |